# Абай (Сузакский район)
Абай (каз. Абай) — село в Сузакском районе Туркестанской области Казахстана. Входит в состав Чулаккурганского сельского округа. Код КАТО — 515630200.

## Население
В 1999 году население села составляло 471 человек (230 мужчин и 241 женщина). По данным переписи 2009 года, в селе проживало 529 человек (258 мужчин и 271 женщина).